# Движение (математика)
Движе́ние (или наложе́ние) — преобразование метрического пространства, сохраняющее расстояние между соответствующими точками, то есть если {\displaystyle A'} и {\displaystyle B'} — образы точек {\displaystyle A} и {\displaystyle B}, то {\displaystyle A'B'=AB}.
Иначе говоря, движение — это изометрия пространства в себя.
Несмотря на то, что движение определяется на всех метрических пространствах, этот термин более распространён в евклидовой геометрии и смежных областях.
В  метрической геометрии (в частности, в римановой геометрии) чаще говорят: изометрия пространства в себя. В общем случае метрического пространства (например, для неплоского риманова многообразия) движения могут существовать далеко не всегда.
Иногда под движением понимают преобразование евклидова пространства, сохраняющее ориентацию.
В этом случае, осевая симметрия плоскости движением не считается, а поворот и параллельный перенос считаются движением.
Аналогично для общих метрических пространств движением считается элемент группы изометрий из связной компоненты тождественного отображения.
В евклидовом (или псевдоевклидовом) пространстве движение автоматически сохраняет также углы, так что сохраняются все скалярные произведения.
Далее в этой статье рассматриваются изометрии только евклидова точечного пространства.

## Собственные и несобственные движения
Пусть {\displaystyle f\colon E\rightarrow E} — движение евклидова точечного пространства {\displaystyle E,} а {\displaystyle V} — пространство свободных векторов для пространства {\displaystyle E}. Линейный оператор {\displaystyle Df\colon V\rightarrow V,} ассоциированный с аффинным преобразованием {\displaystyle f,} является ортогональным оператором, и поэтому его определитель может быть равен либо {\displaystyle 1} (собственный ортогональный оператор), либо {\displaystyle -1} (несобственный ортогональный оператор). В соответствии с этим и движения подразделяются на два класса: собственные (если {\displaystyle \det Df=1}) и несобственные (если {\displaystyle \det Df=-1}).
Собственные движения сохраняют ориентацию пространства {\displaystyle E,} несобственные — заменяют её на противоположную. Иногда собственные и несобственные движения называют соответственно перемещениями и антиперемещениями.
Всякое движение n-мерного евклидова точечного пространства {\displaystyle E} может быть однозначно определено указанием ортонормированного репера {\displaystyle (O';e'_{1},\ldots ,e'_{n}),} в который при данном движении переходит заранее выбранный в пространстве {\displaystyle E} ортонормированный репер {\displaystyle (O;e_{1},\ldots ,e_{n}).} При этом в случае собственного движения новый репер ориентирован так же, как и исходный, а в случае несобственного движения новый репер ориентирован противоположным образом. Движения всегда сохраняют расстояния между точками пространства {\displaystyle E} (т. e. являются изометриями), причём никаких других изометрий, кроме собственных и несобственных движений, не существует.
В механике в понятие «движение» вкладывается другой смысл; в частности, оно всегда рассматривается как непрерывный процесс, происходящий в течение некоторого промежутка времени (см. механическое движение). Если, следуя П. С. Александрову, называть непрерывным движением такое движение пространства {\displaystyle E,} которое непрерывно зависит от параметра {\displaystyle t\in [t_{0},t_{1}]} (при {\displaystyle n=3} в механике это соответствует движению абсолютно твёрдого тела), то ортонормированный репер {\displaystyle (O';e'_{1},\ldots ,e'_{n})} может быть получен непрерывным движением из ортонормированного репера {\displaystyle (O;e_{1},\ldots ,e_{n})} тогда и только тогда, когда оба репера ориентированы одинаково. 

## Частные виды изометрий

### На прямой
Любое движение прямой есть либо параллельный перенос (сводящийся к смещению всех точек прямой на один и тот же вектор, лежащий на этой же прямой), либо отражение относительно некоторой точки, взятой на данной прямой. В первом случае движение является собственным, во втором — несобственным.

### На плоскости
Любое движение плоскости относится к одному из следующих типов:
- Параллельный перенос;
- Поворот;
- Осевая симметрия (отражение);
- Скользящая симметрия — суперпозиция переноса на вектор, параллельный прямой, и симметрии относительно этой прямой.

Движения первых двух типов — собственные, последних двух — несобственные.

### В трёхмерном пространстве
Любое движение трёхмерного пространства относится к одному из следующих типов:
- Параллельный перенос;
- Поворот;
- Винтовое движение — суперпозиция поворота относительно некоторой прямой и переноса на вектор, параллельный этой прямой;
- Зеркальная симметрия (отражение) относительно плоскости;
- Скользящая симметрия — суперпозиция переноса на вектор, параллельный плоскости, и симметрии относительно этой плоскости;
- Зеркальный поворот — суперпозиция поворота вокруг некоторой прямой и отражения относительно плоскости, перпендикулярной оси поворота.

Движения первых трёх типов исчерпывают класс собственных движений трёхмерного пространства (теореме Шаля), а движения последних трёх типов являются несобственными.

### В n-мерном пространстве

Суперпозиция двух отражений относительно непараллельных осей даёт поворот

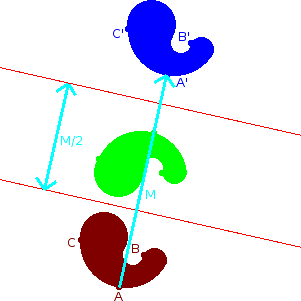
Суперпозиция двух отражений относительно параллельных осей даёт параллельный перенос

В {\displaystyle n}-мерном пространстве движения сводятся к ортогональным преобразованиям, параллельным переносам и суперпозициям тех и других.
В свою очередь, ортогональные преобразования могут быть представлены как суперпозиции (собственных) вращений и зеркальных отражений (т. e. симметрий относительно гиперплоскостей).

## Движения как суперпозиции симметрий
Любую изометрию в {\displaystyle n}-мерном евклидовом пространстве можно представить в виде суперпозиции не более чем n+1 зеркальных отражений.
Так, параллельный перенос и поворот — суперпозиции двух отражений, скользящее отражение и зеркальный поворот — трёх, винтовое движение — четырёх.

## Общие свойства изометрий
- Суперпозиция изометрий также является изометрией[10].
- Изометрии евклидова пространства E относительно операции суперпозиции образуют группу Iso(E), являющуюся группой Ли.
- Изометрия — частный случай аффинного преобразования (так что Iso(E) является подгруппой другой группы Ли — аффинной группы Aff(E) пространства E)[11].
- Группа Iso(E) состоит из двух связных компонент: множества Iso+(E) собственных движений (которое само является группой Ли) и множества Iso–(E) несобственных движений; каждая из этих компонент линейно связна[4].
- Изометрия, будучи аффинным преобразованием, всегда переводит отрезок снова в отрезок.